# مات بوش
مات بوش (بالإنجليزية: Matt Busch)‏ هو رسام توضيحي أمريكي، ولد في 22 سبتمبر 1972 في لبنان في الولايات المتحدة.

## وصلات خارجية
- مات بوش على موقع IMDb (الإنجليزية)
- مات بوش على موقع قاعدة بيانات الفيلم (الإنجليزية)